# Mark Bomback
Mark Ian Bomback (* 29. August 1971 in New Rochelle, New York) ist ein US-amerikanischer Drehbuchautor.

## Leben
Ursprünglich wollte Mark Ian Bomback Psychologie studieren. Daraus wurden schließlich Englische Literatur und Filmwissenschaften an der Wesleyan University, welche er 1993 abschloss. Seit seinem Debüt als Drehbuchautor mit dem Thriller The Night Caller, welcher von Robert Malenfant inszeniert wurde, zeichnete er sich unter anderem für die Drehbücher von Stirb langsam 4.0, Die Jagd zum magischen Berg, Unstoppable – Außer Kontrolle, Total Recall und Wolverine: Weg des Kriegers verantwortlich. Er entwickelte außerdem die Miniserie Verschwiegen.

## Filmografie
- 1998: The Night Caller
- 2004: Godsend
- 2007: Stirb langsam 4.0 (Live Free or Die Hard)
- 2008: Deception – Tödliche Versuchung (Deception)
- 2008: Die Jagd zum magischen Berg (Race to Witch Mountain)
- 2010: Unstoppable – Außer Kontrolle (Unstoppable)
- 2012: Total Recall
- 2013: Wolverine: Weg des Kriegers (The Wolverine)
- 2014: Planet der Affen: Revolution (Dawn of the Planet of the Apes)
- 2015: Die Bestimmung – Insurgent (The Divergent Series: Insurgent)
- 2017: Planet der Affen: Survival (War for the Planet of the Apes)
- 2019: Enzo und die wundersame Welt der Menschen (The Art of Racing in the Rain)
- 2020: Verschwiegen (Defending Jacob, Miniserie)
- 2023: White Bird (White Bird: A Wonder Story)